# Kurubarahalli, Gubbi
Kurubarahalli là một làng thuộc tehsil Gubbi, huyện Tumkur, bang Karnataka, Ấn Độ.